# NGC 411
NGC 411 är en öppen stjärnhop i Lilla magellanska molnet i stjärnbilden Tukanen. Den upptäcktes år 1826 av James Dunlop.